# Henglarn

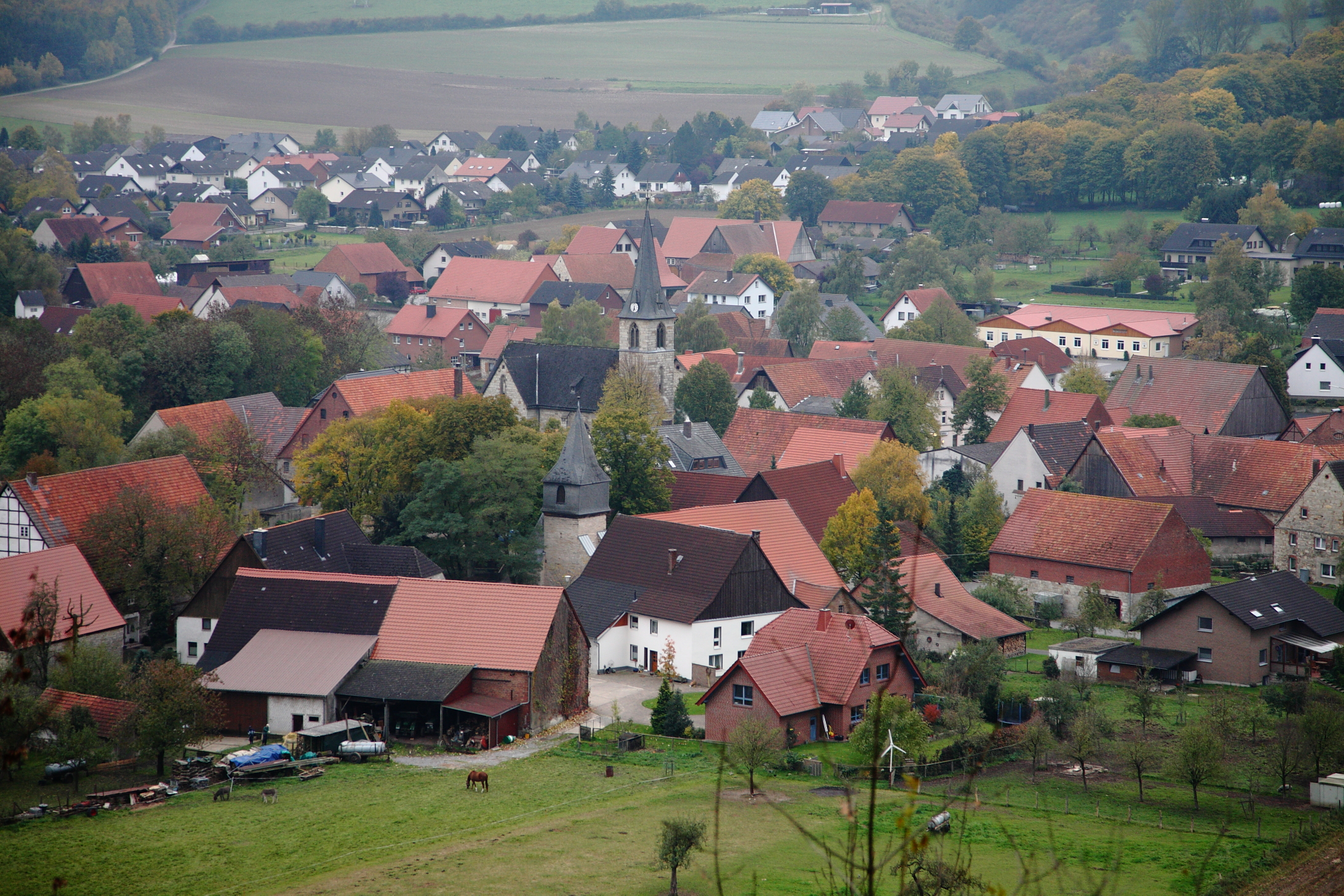
Ein Blick auf Henglarn im Tal der Altenau. In der Mitte die neue Kirche St. Andreas, erbaut 1903. Der kleine Turm im Vordergrund, der Tausendjährige Turm, gehörte zu der alten Kirche St. Margaretha, die nach dem Bau der neuen Kirche abgebrochen wurde.

Henglarn ist der westlichste Stadtteil von Lichtenau in Nordrhein-Westfalen, Deutschland und gehört zum Kreis Paderborn. Henglarn ist außerdem ein Teil der Region Bürener Land.
Die alte Postleitzahl von Henglarn ist 4791.

## Geografie

### Nachbarorte
Beginnend im Norden grenzen an Henglarn im Uhrzeigersinn der Borchener Ortsteil Etteln, der Lichtenauer Stadtteil Atteln und die Bad Wünnenberger Stadtteile Helmern und Haaren. Diese Orte gehören alle zum Kreis Paderborn.

### Klima
Henglarn gehört wie Ostwestfalen-Lippe insgesamt zum ozeanischen Klimabereich Nordwestdeutschlands, dem es geringe Temperaturgegensätze und milde Winter verdankt. Allerdings sind schon kontinentale Einflüsse wirksam. So liegt die Temperatur im Sommer höher und die Nächte sind kühler als in größerer Nähe zur Küste. Die Lage auf dem Sintfeld bedingt ein kollines Klima der Hügellandstufe mit kühleren Temperaturen und höherem Niederschlag als in anderen Lagen des Kreisgebiets.

## Geschichte
Henglarn gehörte bis zu den Napoleonischen Kriegen zum Hochstift Paderborn und wurde erstmals 1802 bei der Besetzung des Hochstifts preußisch. Im Königreich Westphalen bildete der Ort von 1807 bis 1813 eine Gemeinde im Kanton Atteln des Distrikts Paderborn im Departement der Fulda. 1815 wurde Henglarn endgültig preußisch und 1816 kam die Gemeinde zum neuen Kreis Büren, in dem sie zum Amt Atteln gehörte. Mit Inkrafttreten des Sauerland/Paderborn-Gesetzes am 1. Januar 1975 wurde Henglarn mit den meisten Gemeinden des Amtes Atteln und den Gemeinden des Amtes Lichtenau zur neuen Stadt Lichtenau zusammengelegt und kam mit dieser zum Kreis Paderborn. Rechtsnachfolgerin der aufgelösten Ämter Atteln und Lichtenau sowie der Gemeinde Henglarn ist die Stadt Lichtenau.

## Politik
Ortsvorsteher von Henglarn ist André Klockenkämper.

## Kultur und Sehenswürdigkeiten

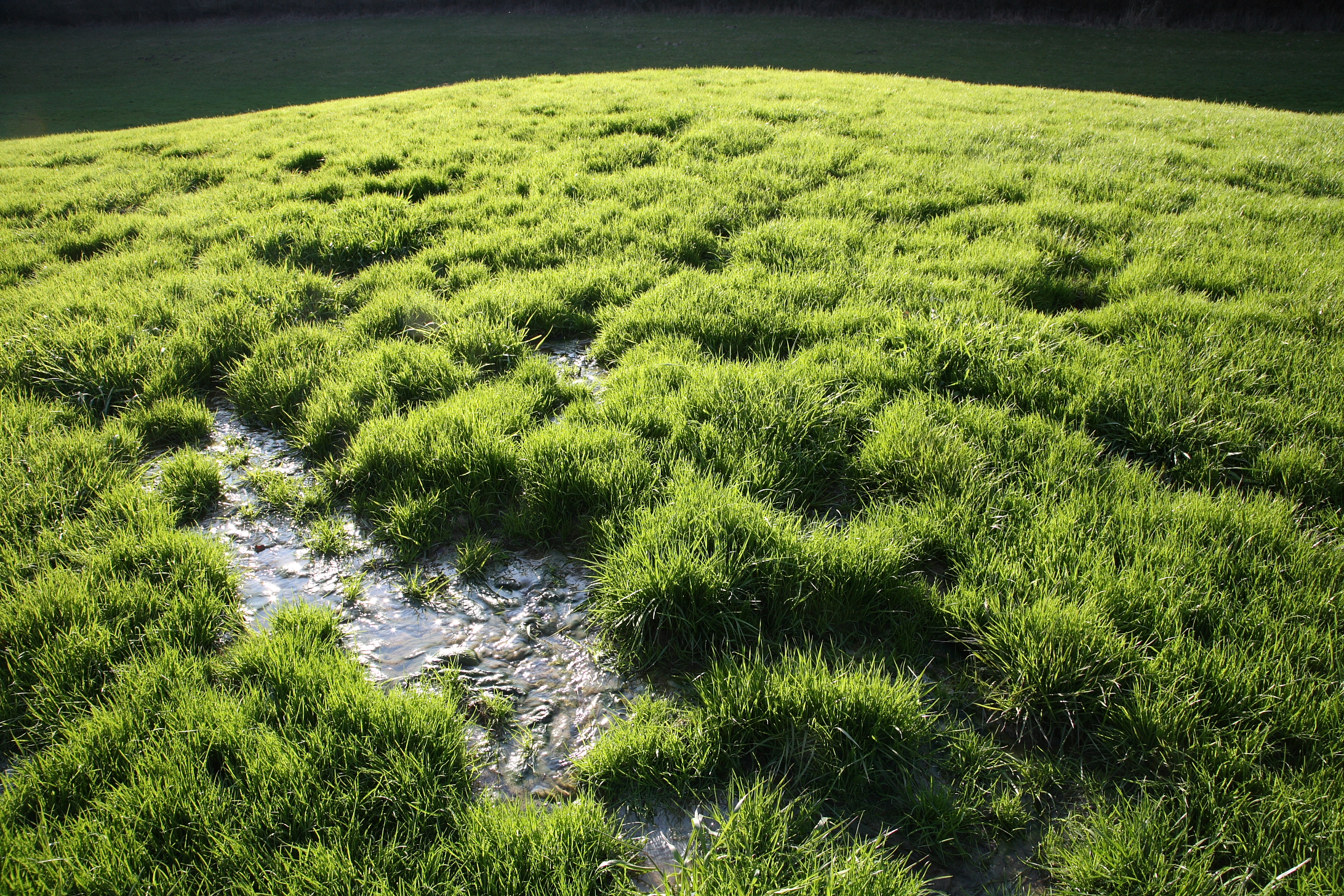
Der größte singuläre Quellschwemmkegel auf der Paderborner Hochfläche im Menthal bei Henglarn.

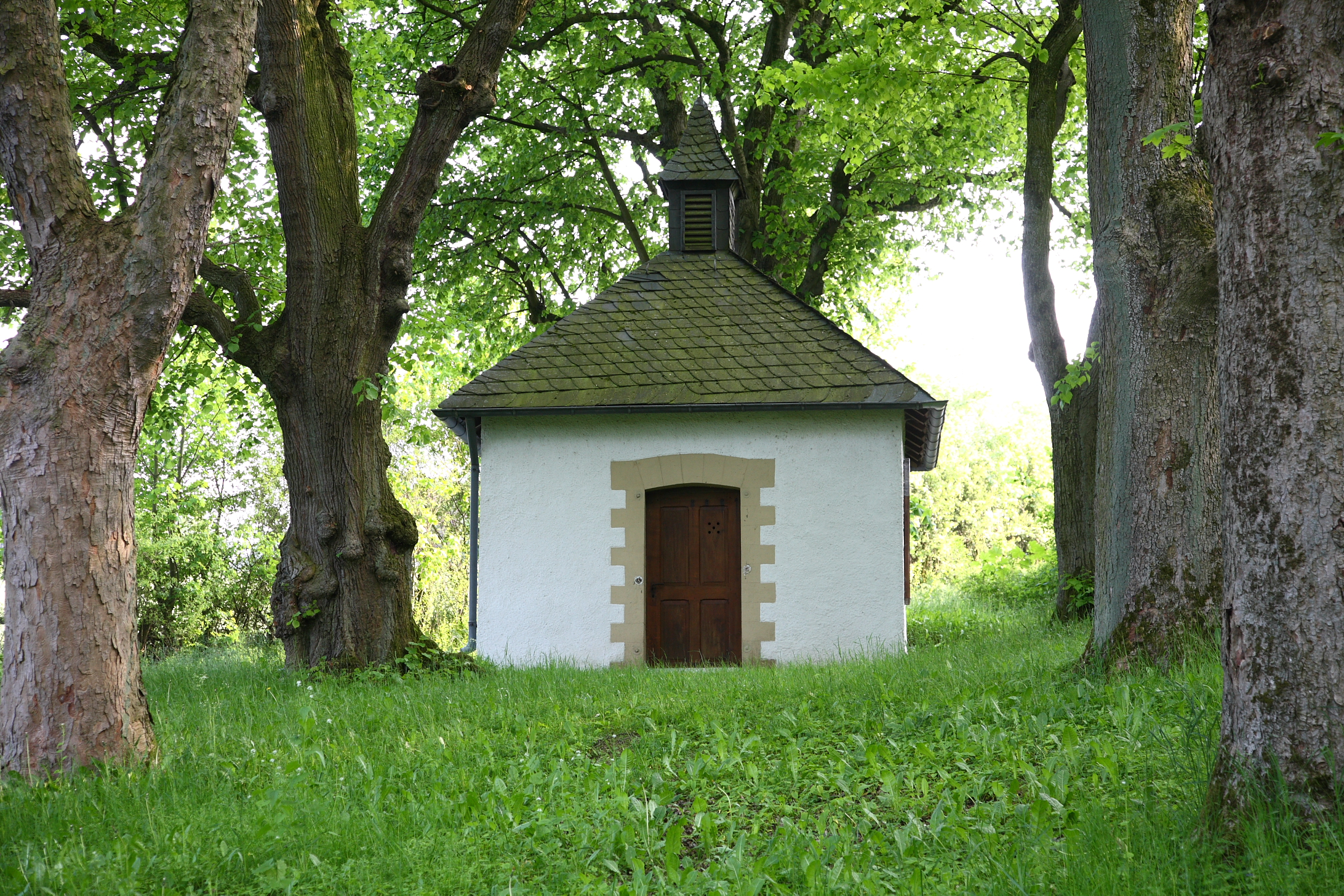
Eine Kapelle in Henglarn an der K20 und am Ende des Siebentals.

### Gebäude
Sehenswert ist die denkmalgeschützte Andreaskirche.
Nordwestlich des Ortes liegt der Burgstall der Vienenburg aus dem Spätmittelalter.

### Naturdenkmäler
Im Menthal bei Henglarn befindet sich eine besondere Gruppe von temporären Quellen, die den größten singulären Quellschwemmkegel auf der Paderborner Hochfläche bilden.

## Verkehr

### Straßenverkehr
Durch Henglarn führt die Dammstraße als zentrale Hauptstraße. In der Ortsmitte zweigt in Richtung Etteln die Kirchstraße ab. Nach Helmern führt die Hübelstraße. Beide Straßen sind Kreisstraßen und werden auch als K 20 bezeichnet. Die nächsten Anschlussstellen an das Bundesfernstraßennetz sind die AS Lichtenau an der A44 und die AS Borchen-Etteln an der A33. In der Nachbarstadt Bad Wünnenberg befindet sich im Ortsteil Haaren das Autobahnkreuz Wünnenberg-Haaren von A44 / A33.

### Öffentlicher Nahverkehr
Die Stadt Lichtenau gehört zum Nahverkehrsverbund Paderborn-Höxter. Seit 2017 gilt der Westfalentarif. Durch Henglarn führt nur eine getaktete Buslinie. Die Regionalbuslinie R82 verkehrt im 30-Minuten-Takt zwischen der Haltestelle Atteln-Wendeplatz und dem Paderborner Hauptbahnhof. Die nächstgelegenen Bahnhöfe sind Paderborn Hauptbahnhof und Altenbeken. Beide Bahnhöfe haben InterCity- und ICE-Anschluss.